# Parafia Podwyższenia Krzyża Świętego w Tokarach
Parafia pw. Podwyższenia Krzyża Świętego w Tokarach – rzymskokatolicka parafia należąca do dekanatu Siemiatycze, diecezji drohiczyńskiej, metropolii białostockiej. Liczy 300 wiernych.

## Obszar parafii

### Miejscowości i ulice
W granicach parafii znajdują się miejscowości:

- Jancewicze,
- Klukowicze,
- Klukowicze-Kolonia,
- Koterka,
- Litwinowicze,
- Piszczatka,
- Siemichocze,
- Stołbce,
- Telatycze,
- Tokary,
- Tymianka,
- Werpol,
- Wilanowo
- Wyczółki

## Miejsca święte

### Kościoły filialne i kaplice
Do parafii należy kaplica pw. Miłosierdzia Bożego w Siemichoczach.

## Historia
Początkowo siedzibą parafii było Wilanowo. Pierwszy kościół w tej miejscowości powstał w 1527. W 1536 został on zmieniony na zbór protestancki przez wyznających tę wiarę właścicieli wsi. W 1624, po powrocie dziedziców Wilanowa do katolicyzmu, świątynia powróciła do Kościoła katolickiego.
30 kwietnia 1866 w ramach represji po powstaniu styczniowym z rozkazu generał-gubernatora wileńskiego, kowieńskiego i grodzieńskiego Konstantina von Kaufmana kościół został zamknięty i następnie rozebrany. Z pochodzącego z rozbiórki materiału wzniesiono później prawosławną kaplicę cmentarną w Telatyczach.

### Po I wojnie światowej
Parafia została ponownie erygowana w wolnej Polsce, w 1919, w sąsiednich Tokarach przez biskupa mińskiego Zygmunta Łozińskiego. Nabożeństwa początkowo odprawiane były w prywatnym domu. W 1922 rozebrano prawosławną kaplicę cmentarną w Telatyczach, która powstała z wilanowskiego kościoła i z pozyskanego materiału zbudowano kaplicę w Tokarach. W latach 1934–1935 wzniesiono obecny kościół. Zbudowano go w stylu zakopiańskim, niespotykanym w tym rejonie Polski (jest to jedyny obiekt w stylu zakopiańskim na terenie województwa podlaskiego). Konsekrował go 13 czerwca 1935 biskup piński Kazimierz Bukraba.